# Ephorus
Ephorus sau Ephoros (în greacă Ἔφορος, c. 400  - 330 î.Hr. ), din orașul Cyme situat în regiunea Aeolia, în vestul Asiei Mici, a fost un istoric antic grec.
Informațiile cu privire la biografia lui sunt limitate. El a fost tatăl lui Demophilus, care urmând exemplu tatălui său, se face istoric, și totodată refuză la fel ca acesta oferta lui Alexandru cel Mare să i se alăture în campania lui în Persia ca istoriograf oficial. Împreună cu istoricul Theopompus, el a fost elevul lui Isocrates, în a cărui școală a participat la două cursuri de retorică. Dar se pare că el nu a făcut prea mari progrese, și din această cauză chiar Isocrates însuși i-ar fi sugerat să aleagă literatura și studiul istoriei.